# Гуаско (род)
Гуаско (ди Гуаско, Гваско, итал. Guasco) — род итальянских нобилей, предположительно из Генуи, которые участвовали в генуэзской колонизации Крыма в XIV—XV вв. Род пресёкся после турецкого завоевания Крыма 1475 года. Ди Гуаско были крупными землевладельцами «Великой коммуны Генуи» (Судак (Солдайя) с восемнадцатью селениями и территорией от Фороса до Алушты) т. н. Приморской Готии (Gothia Maritima). Известны благодаря сохранившемуся архиву их тяжбы с консулом Солдайи Христофоро ди Негро. Сохранился их замок Чобан-Куле (Тасили). Основная ветвь, маркизы Гуаско, проживает в Пьемонте, Алессандрия.

## История появления в Крыму
Генуэзская республика

Владения генуэзцев в Крыму перед Османским завоеванием 1475 г.

В Средиземном и Чёрном морях постоянно шла борьба Венецианской и Генуэзской республик за контроль над торговлей, за фактории и привилегии. За помощь Михаилу Палеологу в борьбе с Латинской империей генуэзцы получили исключительные права торговли на Чёрном море. В 1266 году хан Оран-Тимур разрешил генуэзцам основать колонию в Каффе на месте античной Феодосии. В 1268 году папа Климент IV назначил в Каффу первого епископа. В 1289 году в Каффу из Генуи был направлен консул, а через год для Кафы был выработан устав и она стала городской коммуной.
В июне 1365 года генуэзцы захватили Сугдею (Солдайю, ныне Судак), вытеснив оттуда венецианцев, а в 1380 году добились от хана Тохтамыша признания всех их территориальных захватов в Крыму.
В колонии из метрополии кроме купцов устремились младшие дети нобилей, кондотьеры, авантюристы. Военной силой на территории, которая многократно ранее подвергалась набегам и разорениям, они захватывали владения, лишь номинально подчиняясь Генуе или консулу Кафы. Например, семья Гизольфи захватила целое владение на Тамани. К таким же хищникам относился и первый из известных нам Гуаско, Антонио.
Отец [Гуаско] их, заботясь о приращениях к своему богатству, захватил обширные участки земли вокруг Солдайи, так что жители Солдайи лишились возможности сеять хлеб, косить сено, заготовлять дрова. Солдайцы, вынужденные делать это не иначе, как на захваченной ди Гуаско земле, сделались зависимыми от них, по их воле ходят к ним на работы.
Он не относился к верхушке нобилитета Генуи, поскольку все главные семьи Генуи тщательно задокументированы ещё в XII—XV веках, как и их деятельность в Газарии (Крыму). В Италии же известны, например, Гуаско из Алессандрии, Пьемонт (вблизи Генуи).
Гуаско овладели селением Скути (Ускут, Приветное) вероятно до 1431 года (дата очередного подтверждения договора 1380 г. хана с генуэзцами). Они пользовались в то время покровительством консула Баттисто Джиустиниани, хотя позднее у них произошёл конфликт.
После взятия Константинополя, 17 ноября 1453 года Генуя передала черноморские колонии своему банку Св. Георгия (Officium comperarum , Casa di San Giorgio). Консул Каффы также переподчинялся правлению банка. Султан Магомед II закрыл Боспор для генуэзев в 1473 году, он готовил захват их колоний. Сношения Каффы с банком св. Георгия шли по суше гонцами.

## Дело ди Гуаско
Подробности про род ди Гуаско в основном известны из дела, разбирающего конфликт последнего солдайского консула Христофоро ди Негро с ними и с консулом Каффы и жалобы ди Негро к протекторам банка Сан-Джорджо. Документы эти имеют исключительную ценность для медиевистики, прежде всего, для характеристики социальных отношений в эпоху развитого средневековья в генуэзских колониях Северного Причерноморья.
Дело братьев ди Гуаско включает 22 документа, созданных в промежутке между 23 августа 1474 года и 10 января 1475 года. Опубликованы в Генуе в 1879 году, в русском переводе — С. Секиринский. Очерки истории Сурожа IX—XV веков. Симферополь, 1955.
Старший ди Гуаско, Антонио, опираясь на вооружённую силу захватил власть над частью капитанства Готии (от Алушты почти до Судака). Его дети, Андреотто, Деметрио и Теодоро ввели для жителей 4 вида налогов и начали чинить собственный суд и расправу, чем покусились на полномочия и власть солдайского консула, которым на тот момент был Христофоро ди Негро, представитель крупного клана ди Негро. Он послал официальных лиц (кавалерия Микаеле ди Сазели (полицейского чиновника) с семью стражниками) срыть самочинные символы власти — виселицы и позорные столбы, те были остановлены Теодоро ди Гуаско с его людьми:
Сего числа, в окрестностях селения Тасили на горе, по которой идёт дорога в деревню Скути, Теодоро ди Гуаско, которого сопровождало примерно сорок человек, имевших при себе оружие и палки, преградил путь кавалерию господина консула и его курии, Микаеле ди Сазели, следовавшему с семью консульскими аргузиями ... ... в деревню Скути для сожжения и уничтожения по приказу господина консула виселиц и позорных столбов, воздвигнутых ... ... братьями ди Гуаско: Андреоло, Теодоро, Деметрио.
Задержанный таким образом на дороге Микаеле, не допущенный людьми Теодоро к дальнейшему следованию с аргузиями в Скути для исполнения полученного приказа, объявил тому Теодоро именем консула, что на него, Теодоро будет наложен штраф в тысячу сонмов...
... В ответ на это Теодоро заявил кавалерию и аргузиям, что он не допустил бы и самого консула Солдайи, если бы господин консул пожаловал лично сюда для сожжения и уничтожения виселиц и позорных столбов. Далее он заявил, что он, Теодоро, и братья его не подсудны господину консулу Солдайи, а отвечают только перед светлейшим господином консулом Кафы.
Далее консул Христофоро ди Негро жалуется в Каффу, консулу Каффы Антониото ди Кабелла на самоуправство и посягательство на свою власть. Но ди Кабела и заседание совета встает на сторону ди Гуаско, причём в документах дела причиной этого упоминаются многочисленные взятки для должностных лиц курии розданные Андреотто ди Гуаско и его сторонником Николо ди Турилья. Христофоро ди Негро пытается искать справедливость в Генуе, у правления банка Св. Георгия.
К перечисленным обвинениям он добавляет поджог ди Гуаско собственности «сеньора Лусты», что может привести к войне с сеньорами Готии (то есть частная война ди Гуаско с феодалами Феодоро может вызвать конфликт государств). Ди Негро обещает продолжить тяжбу в Генуе, после своего возвращения, но события приняли драматический оборот.

## Турецкое завоевание
В мае 1475 года османский султан Мехмед Фатих организовал большой военный поход на генуэзские владения в Крыму. 31 мая османские войска под командованием Гедик Ахмед-паши высадились в Крыму у Каффы. После взятия Каффы 300 видных генуэзцев османы казнили. Консул Антониото ди Кабелла был послан на галеры и умер осенью 1475 года. Консул Христофоро ди Негро погиб при штурме Солдайи.
Генуэзские колонии пали и были включены в состав Османского государства. Княжество Феодоро пало. В декабре 1475 года после пятимесячной осады османы взяли штурмом Мангуп. Владения Гизольфи в Тамани продержались дольше остальных до 1482 года. Крымский хан Нур-Девлет признал себя вассалом и данником османского султана.
Андреоло ди Гваско [Андреотто ди Гуаско], в момент появления под стенами Каффы армии Гедик-Ахмет-паши, бежал сначала в Грузию, а затем в Персию (известно о его встрече с венецианским послом И. Барбаро). Из Персии Гваско видимо отправился в Польшу (в 1481 году, находясь там при дворе короля, вел переписку с ханом Менгли-Гиреем).
Следы других ди Гуаско на этом теряются. Они могли погибнуть или сбежать к крымскому хану. Податное генуэзское население Скути постепенно ассимилировалось, причём многие оставались христианами более сотни лет, уцелевшая знать вернулась в метрополию или перешла на службу, частично в Крымское ханство, частично в Великое княжество Московское и в Великое княжество Литовское.

## Замок и подвластные поселения
- Замок Чобан-Куле (Пастушья башня, тат., генуэзское название - Тасили ), центр владений ди Гуаско. Развалины сохранились до настоящего времени. Находится вблизи села Морское. Сейчас над вершиной горы на мысе Агира возвышается круглый донжон, были раскопаны стены и строения поселка[11][12]. Следов штурма османами нет, разрушен не был, вероятно использовался ими далее как сторожевой пост.
- Селение Скути (Ускут, Приветное) существует поныне;
- Селение Тасили (в районе Морского, некоторые источники переносят называние и на замок Чобан-Куле)[13];
- Селение Карагай (предмет спора между ди Гуаско и ди Негро из-за податей).

## Галерея

По местам «Дела ди Гуаско»
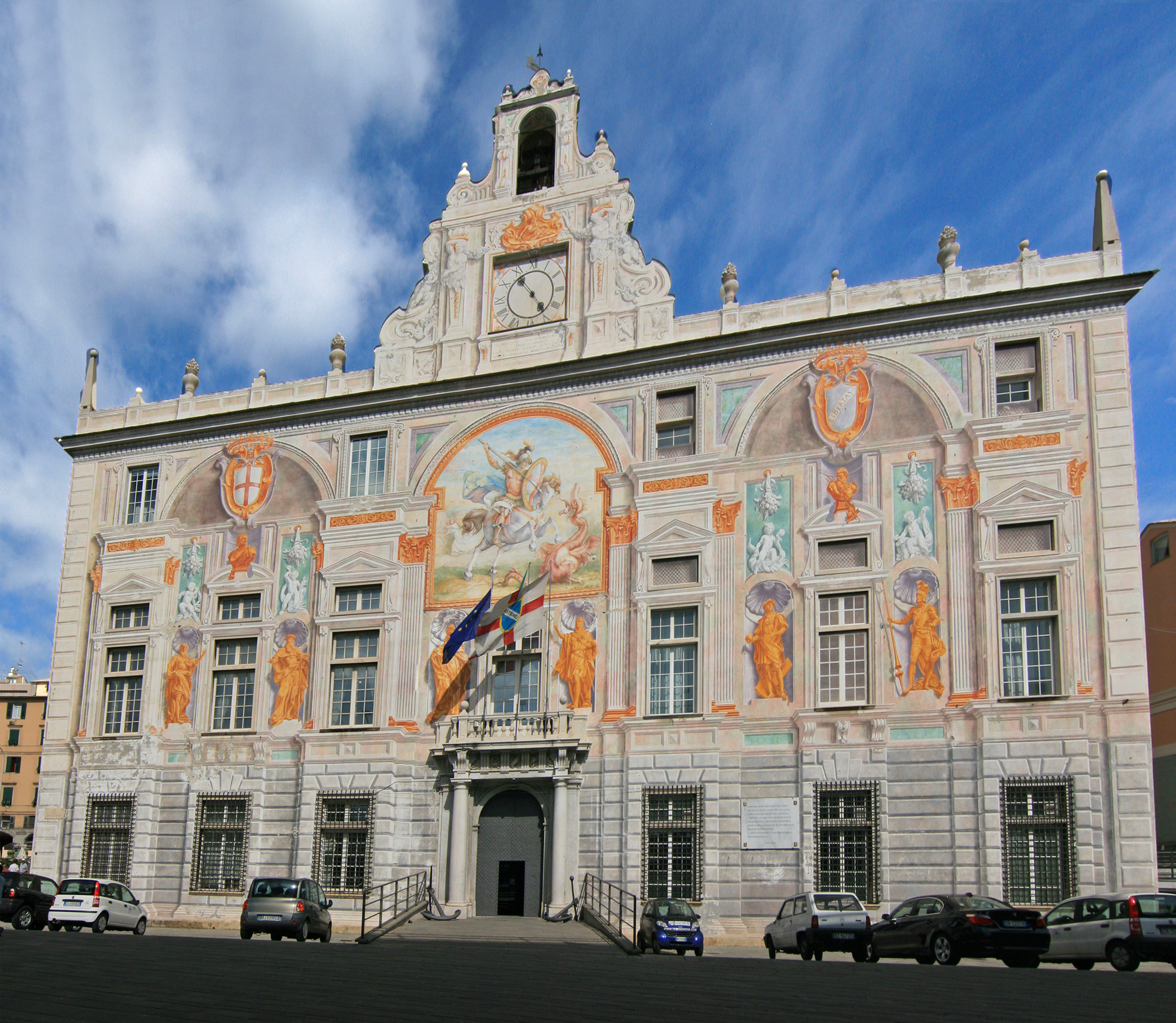
Палаццо Сан-Джорджо, Генуя
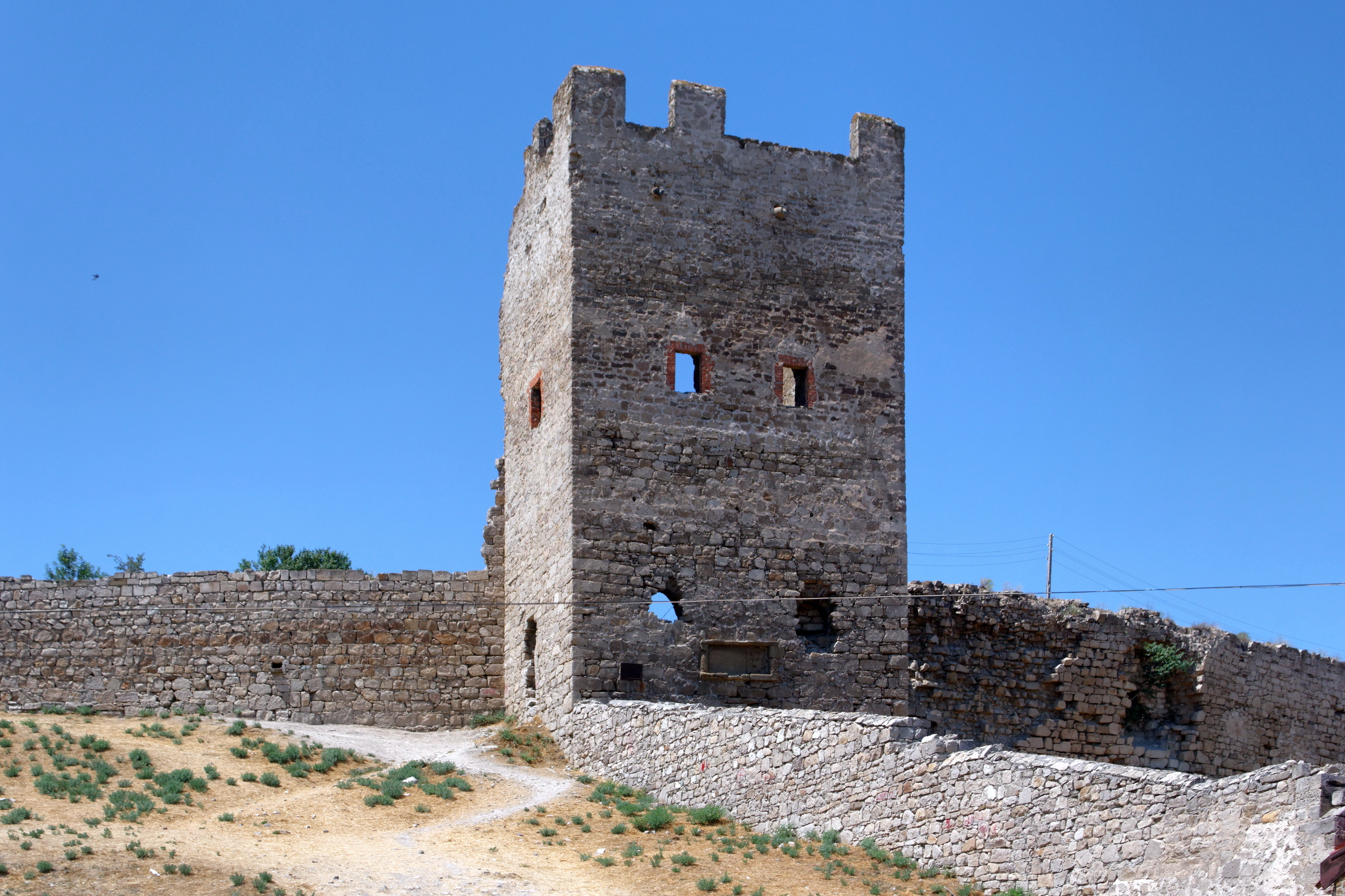
Крепость Кафа, резиденция консула Антониото ди Кабела
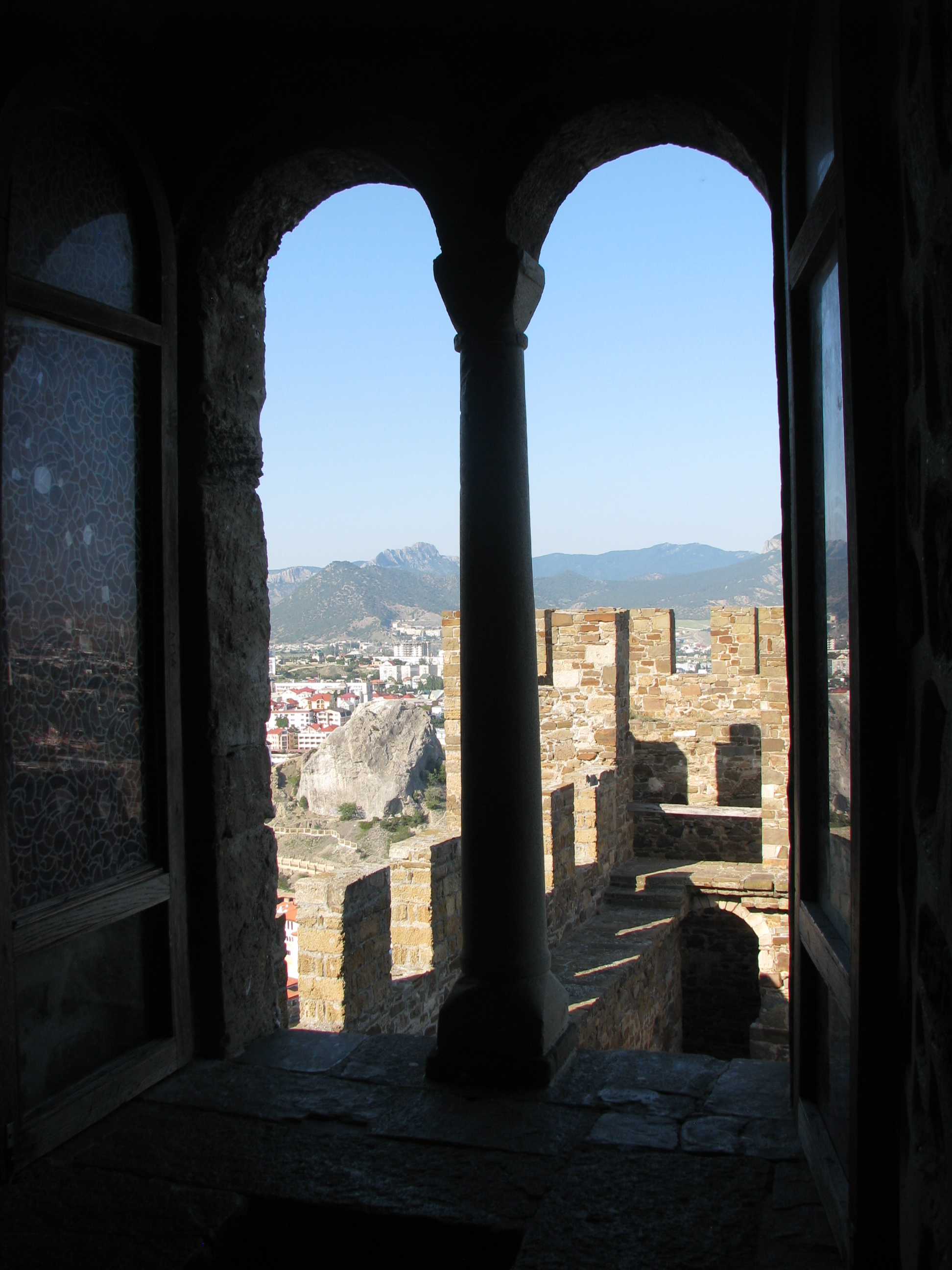
Вид из консульских покоев Христофоро ди Негро, замок Св. Ильи, Генуэзская крепость, Судак
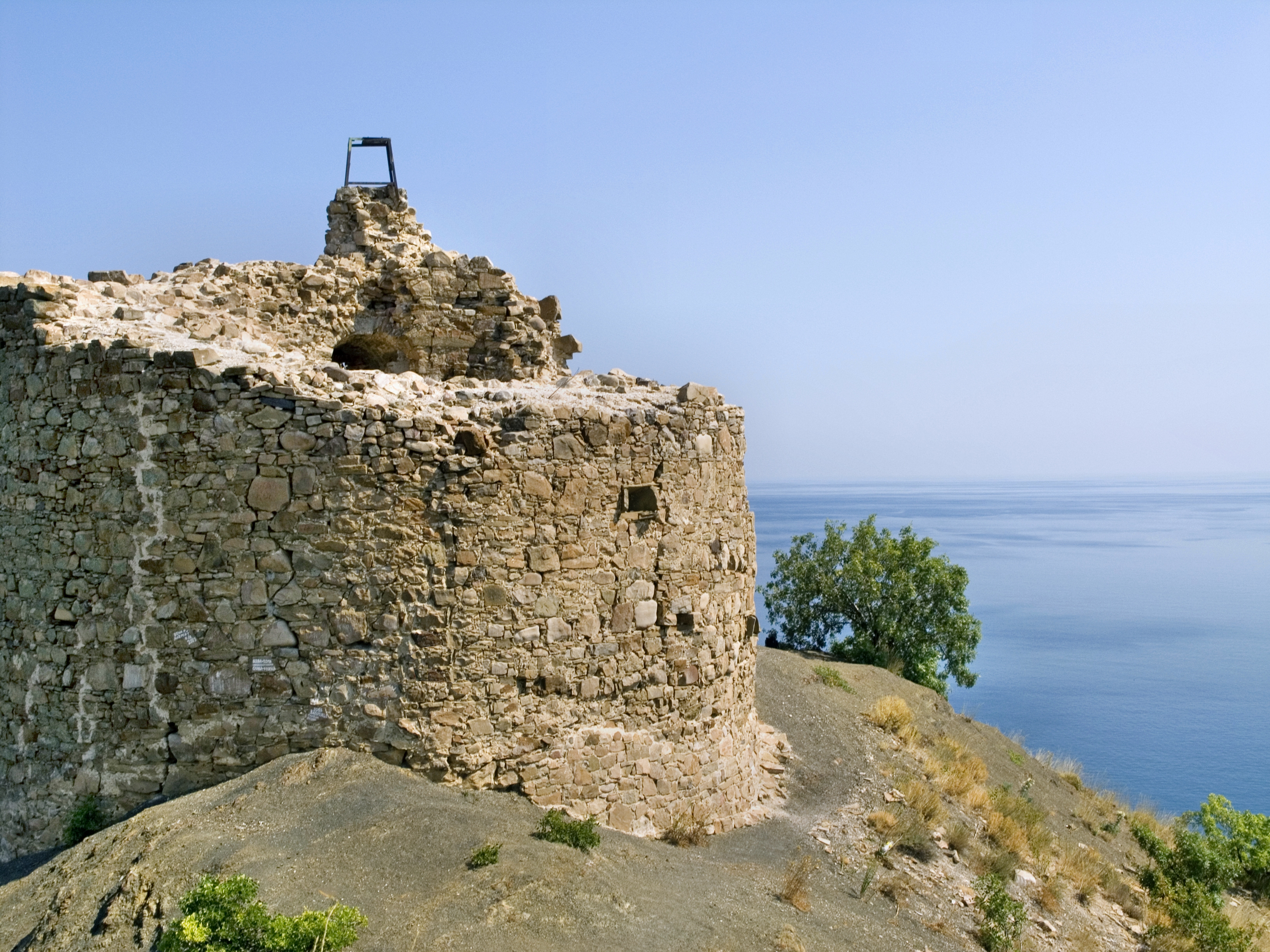
Донжон Чобан-Куле, замка ди Гуаско
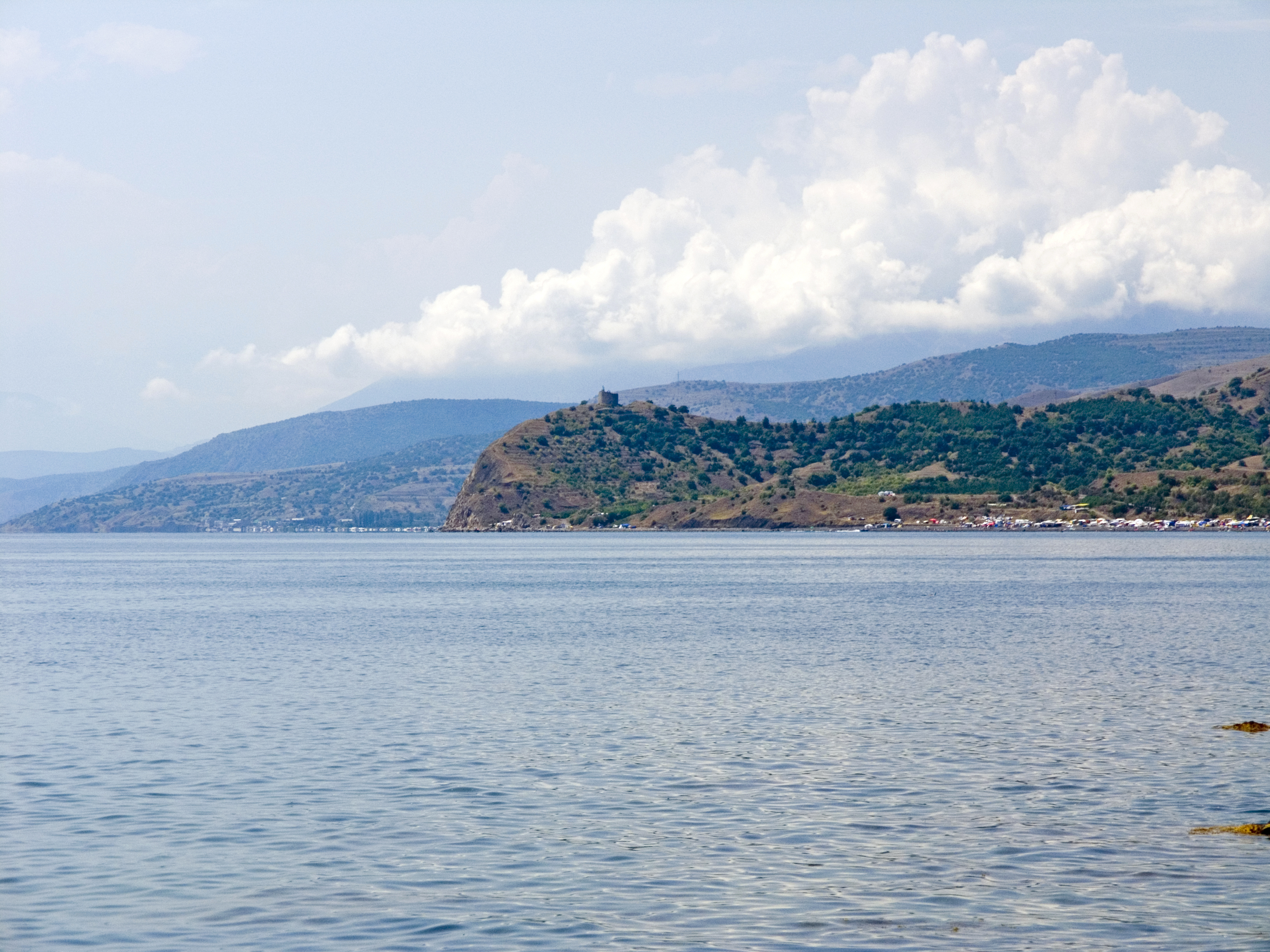
Мыс Агира, общий вид укрепления Чобан-Куле
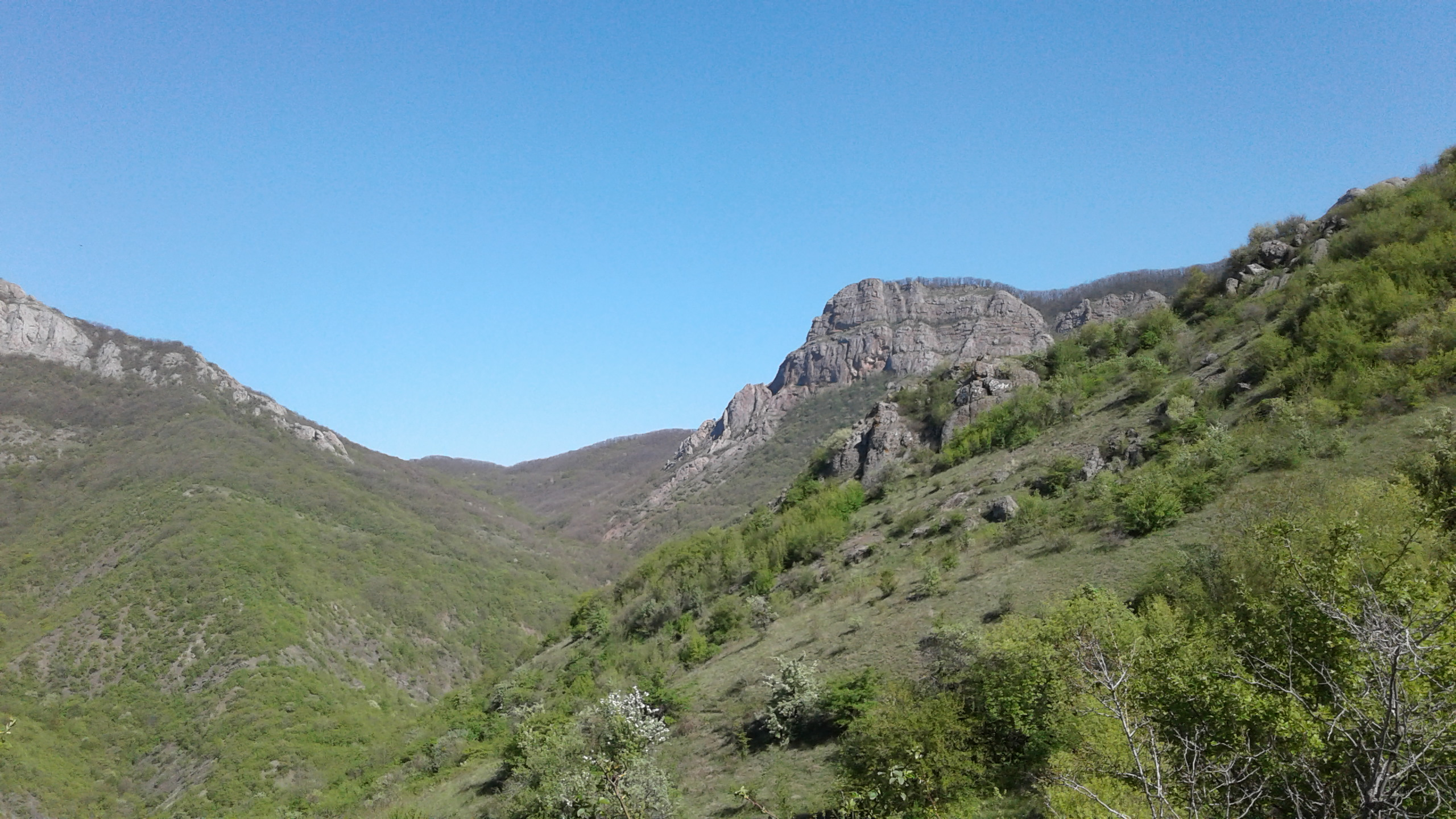
Перевал Кок-Асан-Богаз[14] (Аликот) - северная граница владений ди Гуаско

## Память
- Являются действующими лицами в романах А. Крупнякова «У моря Русского», 1961; " Гусляры", 1976
- Являются действующими лицами в романе В. Владимирова «Последний консул».
- Упоминаются в экскурсии по ГБУ РК «Музей-заповедник Судакская крепость».

## Известные представители рода ди Гуаско
ветвь, известная в Газарии:
- Ди Гуаско, Антонио (отец);
- Ди Гуаско, Андреотто;
- Ди Гуаско, Деметрио;
- Ди Гуаско, Теодоро.

ветвь из Алессандрии:
- Гуаско, Франц (1712—1763) — граф, австрийский фельдцейхмейстер, участник Семилетней войны;
- Гуаско-Галларати ди Солеро, Людовико (1723—1784);
- Гуаско Галларати, Филиппо (XVIII в.) театрал, меценат;
- Гуаско ди Бизио и Франкавилла, Паоло (?-1800);
- Гуаско Галларати ди Бизио, Франческо (1847—1926).